# 極粋会
極粋会（きょくすいかい）は、大阪府東大阪市に本部を置く暴力団で、指定暴力団・六代目山口組の二次団体。 

## 来歴
- 極心連合会若頭[2][3]。
- 2013年、極心連合会から六代目山口組直参に昇格。
- 2018年、六代目山口組幹部に昇格。
- 2021年、六代目山口組幹部兼若頭付[4]に就任。
- 2023年2月、他人名義のETCカードを使って高速道路を走行したとして、極粋会山下昇会長と秋良連合会秋良東力会長らが電子計算機使用詐欺の疑いで大阪府警に逮捕・起訴された[4][5]。2024年10月、執行猶予付きの有罪判決となった[6]。
- 2024年2月21日付で、六代目山口組若頭補佐に昇格し執行部入り[3]。
- 2025年、六代目山口組若頭補佐兼中部・東海ブロック長に就任[1]。
- 2025年8月、六代目山口組本部長に昇格[7]。

## 歴代会長
- 初代：山下昇（1958年〈昭和33年〉2月生[1]）六代目山口組若頭補佐→2025年8月 六代目山口組本部長[7]